# Zippo

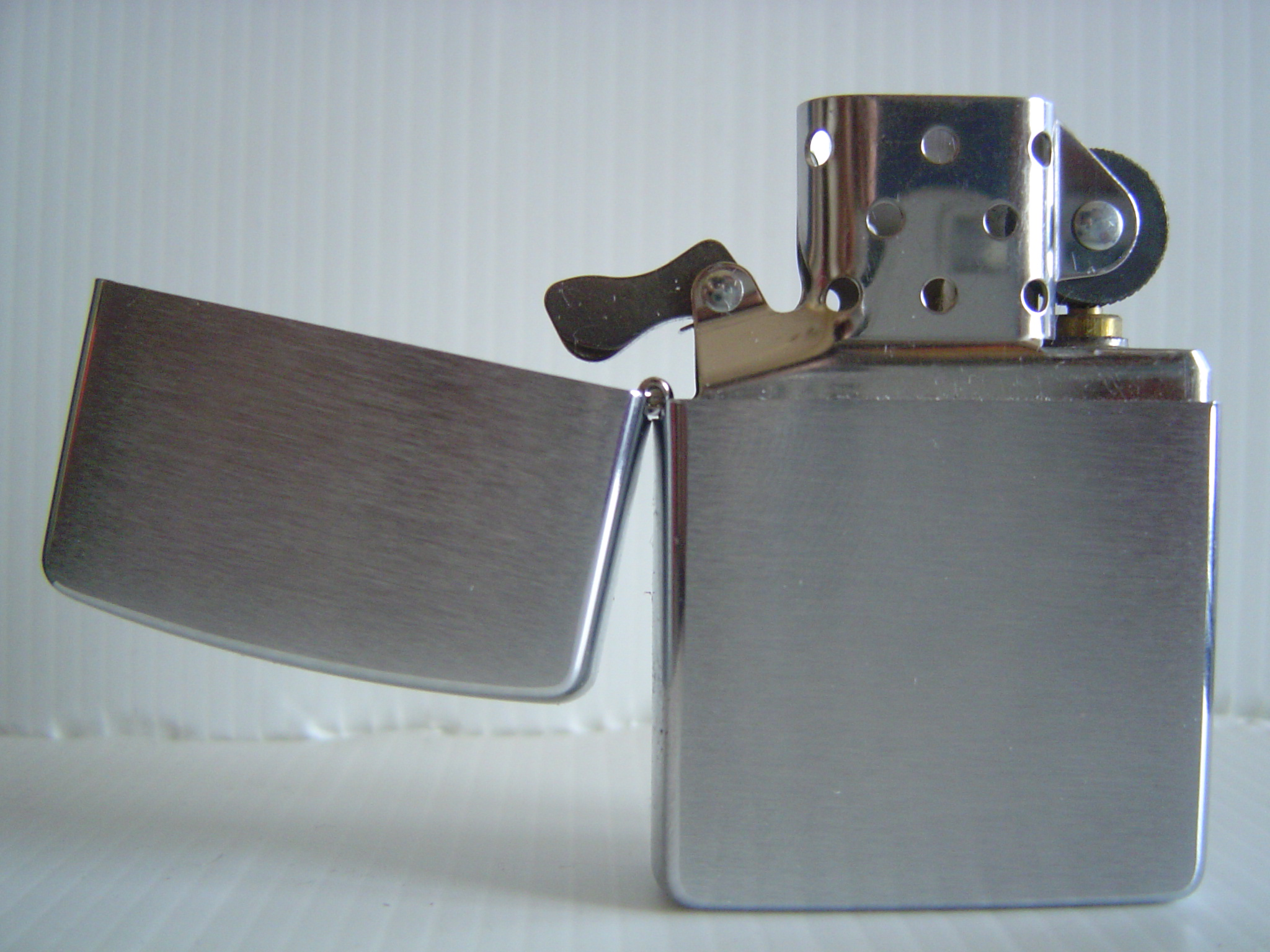
Uno Zippo scoperchiato. Il piedino sopra la cerniera, interagendo con una linguetta all'interno del coperchio, permette una facile apertura e chiusura a scatto.

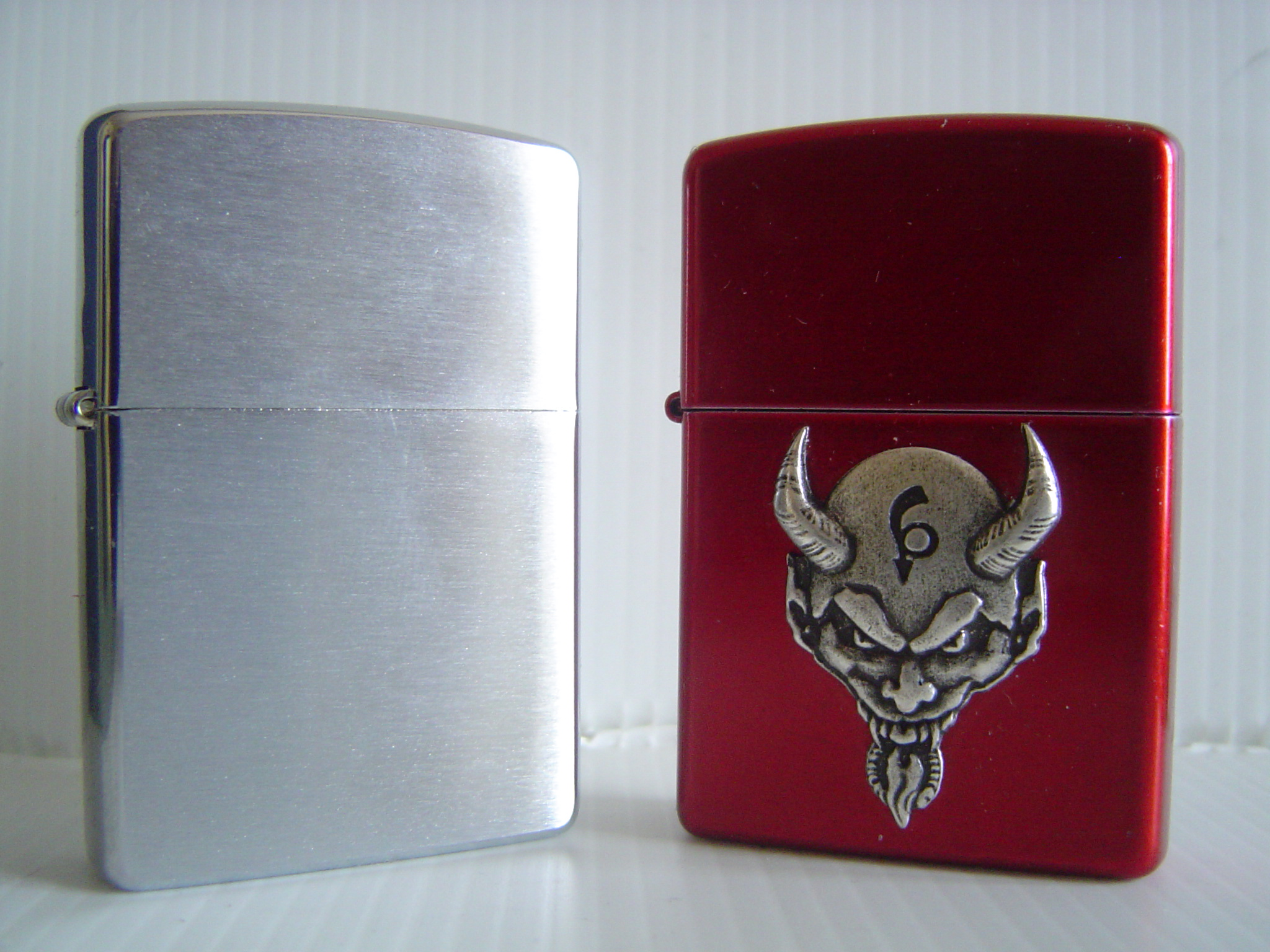
Zippo a coperchio chiuso.

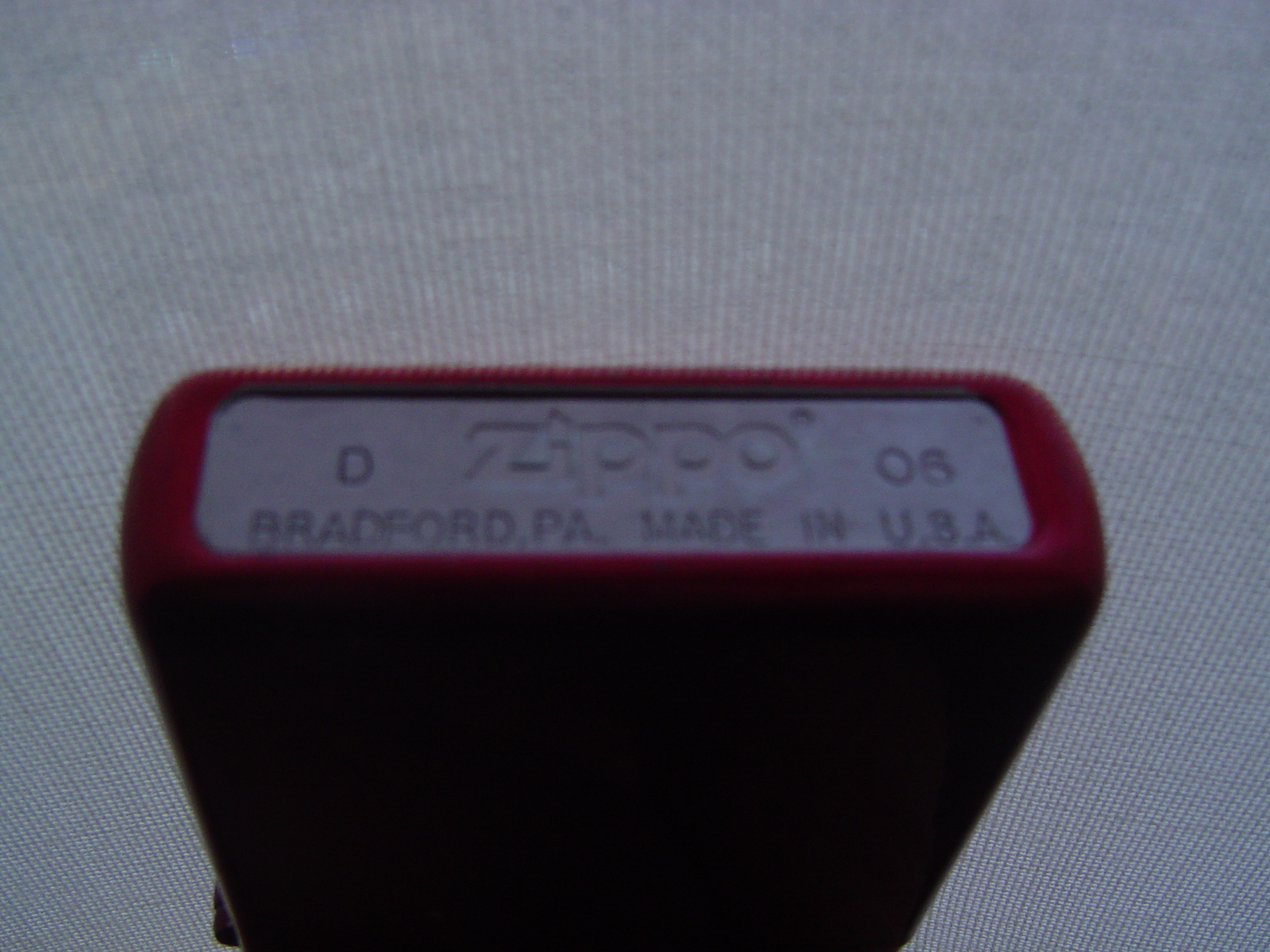
Il fondo di uno Zippo con data di produzione in codice, dove "D" sta per aprile e "06" per 2006. Al centro è visibile il marchio di fabbrica e, in basso, il luogo di produzione.

L'accendino Zippo è il prodotto di punta dell'azienda statunitense Zippo Manufacturing Company.

## Storia
La Zippo Manufacturing Company fu fondata da George B. Blaisdell a Bradford, in Pennsylvania, nel 1932. Il suo celebre accendino deve il nome a un altro prodotto che in quell'epoca era stato ideato e stava riscuotendo grande successo: la cerniera lampo, chiamata in inglese zipper.

## Caratteristiche
Gli accendini Zippo hanno mantenuto una linea quasi immutata dal 1932 ed è possibile conoscere il mese e l'anno di fabbricazione di ogni singolo esemplare grazie al codice inciso sulla base di ogni pezzo (per gli antecedenti al 1987 solo l'anno). A destra sono scritti dei numeri arabi, ognuno dei quali corrisponde a un anno, mentre a sinistra una lettera tramite la quale, a seconda della sua posizione nell'alfabeto, si può riconoscere il mese di fabbricazione (es: A=Gennaio, B=febbraio, ed eccetera).
La grande praticità di questi accendini sta nel fatto che riescono a produrre una fiamma costante a qualsiasi temperatura e anche in presenza di vento; sono inoltre rinomati perché sono tra i pochi che utilizzano ancora come combustibile la benzina: essa è sfruttata tramite la combustione dei suoi vapori, liberati attraverso uno stoppino pescante in un batuffolo di ovatta che ne è impregnato.

## Rapporto con l'esercito americano
Durante la Seconda Guerra Mondiale, Zippo divenne un oggetto essenziale per i soldati americani. Con l’entrata in guerra degli Stati Uniti nel 1941, l’azienda sospese le vendite al pubblico e dedicò l’intera produzione ai militari. Gli accendini, rivestiti in ottone per risparmiare sulle altre leghe metalliche necessarie per la guerra, si dimostrarono ideali per le condizioni di battaglia dato che erano resistenti ed affidabili. 
Il legame tra Zippo e l’esercito continuò durante la Guerra di Corea e, soprattutto, nella Guerra del Vietnam, dove l’accendino divenne un’icona della cultura militare. I soldati personalizzavano i loro Zippo incidendo frasi ironiche, messaggi politici o simboli personali, trasformandoli in veri cimeli di guerra. In Vietnam, erano usati anche per incendiare villaggi e sterpaglie, tanto che il termine Zippo Raid divenne sinonimo delle operazioni di distruzione con il fuoco.

## Versioni
Lo Zippo è disponibile in due misure diverse:
| Versione | Altezza | larghezza | Spessore | Peso |
| -------- | ------- | --------- | -------- | ---- |
| Regular  | 55 mm   | 40 mm     | 10 mm    | 60 g |
| Slim     | 55 mm   | 30 mm     | 8 mm     | 40 g |